# Municipio de Meadow (Dakota del Norte)
El municipio de Meadow (en inglés: Meadow Township) es un municipio ubicado en el condado de McHenry en el estado estadounidense de Dakota del Norte. En el año 2010 tenía una población de 44 habitantes y una densidad poblacional de 0,48 personas por km².

## Geografía
El municipio de Meadow se encuentra ubicado en las coordenadas 48°35′47″N 100°43′41″O / 48.59639, -100.72806. Según la Oficina del Censo de los Estados Unidos, el municipio tiene una superficie total de 91.83 km², de la cual 79,86 km² corresponden a tierra firme y (13,04 %) 11,98 km² es agua.

## Demografía
Según el censo de 2010, había 44 personas residiendo en el municipio de Meadow. La densidad de población era de 0,48 hab./km². De los 44 habitantes, el municipio de Meadow estaba compuesto por el 100 % blancos. Del total de la población el 0 % eran hispanos o latinos de cualquier raza.